# Acystopteris
Acystopteris, rod papratnica iz porodice Cystopteridaceae, Postoje tri priznate vrste koje rastu u Aziji, uključujući tropske predjele, Tibet, Japanu, Novu Gvineju, Borneo, Nepal, Javu, Filipine.

## Vrste
1. Acystopteris japonica (Luerss.) Nakai
2. Acystopteris taiwaniana (Tagawa) Á.Löve & D.Löve
3. Acystopteris tenuisecta (Blume) Tagawa

## Sinonimi
- Cystopteris subgen.Acystopteris (Nakai) Blasdell